# Spathomeles elegans
Spathomeles elegans es una especie de coleóptero de la familia Endomychidae.

## Distribución geográfica
Habita en Sumatra, Malaya y Borneo.